# Індекс Соренсена
Індекс Соренсена (Індекс подібності Соренсена) — статистичний коефіцієнт, який використовується для порівняння двох статистичних вибірок. Він був розроблений ботаніком Торвальдом Соренсеном в 1948 році.
Індекс Соренсена обраховується за наступною формулою
{\displaystyle QS={\frac {2C}{A+B}}},
де А і В число видів в зразках А і В, відповідно. С — число видів, які є спільними для двох зразків.
Цей вираз може бути розширеним для визначення поширеності видів замість кількості. Ця кількісна версія індексу Соренсена також відома як індекс Чекановського. Індекс Соренсена ідентичний до коефіцієнту Дайса, який має межі [0, 1]. Індекс Соренсена також використовується для вимірювання відстані, 1 — QS, і в такій подачі є ідентичним до відстані Хелінгера і коефіцієнту Брея-Кертіса.
Коефіцієнт Соренсена найкорисніший для аналізу даних екологічних спільнот (див. Looman & Campbell, 1960)
Арґументація щодо його використання є швидше емпірично, ніж теоретично підтвердженою (проте використання цього індексу може аргументуватись теоретично як перетин двох нечітких множин). Якщо порівнювати з відстанню Евкліда, то відстань Соренсена зберігає чутливість в більш гетерогенних наборах даних і дає меншу вагу точкам, які випадають із загальної картини (англ. outliers).